# Geschichte der Stadt Gelnhausen

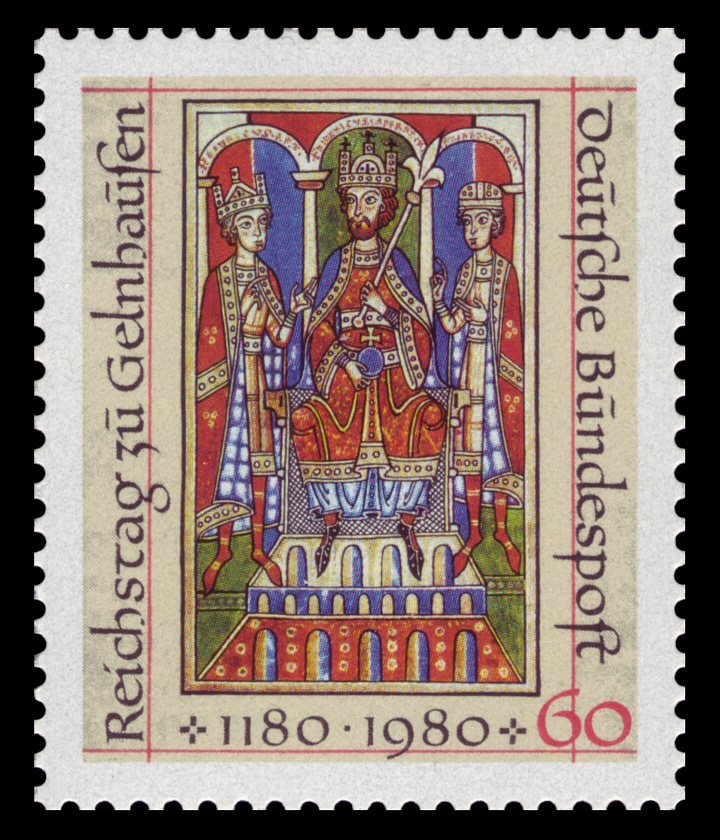
Reichstag zu Gelnhausen 1180 (Briefmarke der Deutschen Bundespost, 1980)

Die Geschichte der Stadt Gelnhausen beginnt im 12. Jahrhundert.

## Frühgeschichte
Aus dem Jahr 1133 stammt die erste gesicherte schriftliche Erwähnung Gelnhausens als Geilenhusen. In der ersten Hälfte des 12. Jahrhunderts nannte sich ein (zuvor in Langenselbold ansässiger) Zweig des Adelsgeschlechts der Reginbodonen nach Gelnhausen („Grafen von Selbold-Gelnhausen“). Der Ahnherr dieses Familienzweiges, Graf Dietmar von Selbold-Gelnhausen, erwarb durch seine den Ludowingern und Wettinern nahestehende Gattin Adelheid Besitz in Thüringen, insbesondere in Camburg und weiteren Orten im heutigen Saale-Holzland-Kreis. Auf Nachkommen des Ehepaares gehen dort die Gründungen mehrerer Burgen und Klöster zurück. Der – obwohl mit den Saliern verwandt – kaiserfeindlich gesinnte Graf Dietmar fiel wahrscheinlich 1115 in der Schlacht am Welfesholz. Statuen Dietmars, seiner Gattin Adelheid und seines Sohnes Timo stehen unter den berühmten Stifterfiguren im Naumburger Dom und prägen die politische Programmatik dieses Skulpturenzyklus. Die Reste der Burganlage der Familie in Gelnhausen werden im Norden der Ortslage, zwischen Peterskirche und Obermarkt, vermutet. Archäologisch konnte sie bis jetzt nicht nachgewiesen werden.
1153 verkauften die Grafen von Selbold-Gelnhausen das Gebiet der späteren Stadt Gelnhausen an den Erzbischof von Mainz. Vermutlich 1167/68 erwarb Friedrich I. (Barbarossa) die Hälfte dieses Besitzes wiederum von Mainz. In den Folgejahren – Unterlagen dazu fehlen – muss es ganz in seinen Besitz übergegangen sein.

## Stauferzeit
Gelnhausen wurde am 25. Juli 1170 durch Kaiser Friedrich I. (Barbarossa) gegründet und als geplante Stadtanlage errichtet. Dies geschah, indem drei Dörfer am Hang nördlich der Kinzig zusammengeschlossen wurden, eines davon „Gelnhausen“ genannt. Stadtplanerisch wurde auf diese Vorgängersiedlungen aber keine Rücksicht genommen. Der Ort wurde gewählt, weil er verkehrsgünstig an der Via Regia, der Handelsstraße von Frankfurt am Main nach Leipzig, lag. Hier trafen verschiedene Handelswege aus Wetterau und Rhein-Main-Gebiet zusammen, da sich das Kinzigtal an dieser Stelle zwischen Spessart und Vogelsberg verengt und in östlicher Richtung nur noch diese eine Route zulässt.

Für das neue Gelnhausen wurde ein Straßennetz angelegt und eine Stadtmauer errichtet. Rechtlich erfolgte die Gründung durch das verliehene Stadtrecht. Da es eine Gründung des Kaisers und damit des Reiches war, hatte die Stadt den Status einer Reichsstadt. 
Zusätzlich bedeutend wurde die Gründung dadurch, dass auf einer Insel in der Kinzig, eine Kaiserpfalz errichtet wurde. In dieser fand 1180 der historisch bedeutende Reichstag statt, auf dem Heinrich der Löwe entmachtet wurde. Die entsprechende Urkunde wird nach dem Tagungsort als „Gelnhäuser Urkunde“ bezeichnet. 1186 und 1195 fanden weitere Hoftage statt.
Kaiserliche Handelsprivilegien, wie etwa eine Zollbefreiung, führten dazu, dass Kaufleute sich ansiedelten und es sehr schnell zu einem wirtschaftlichen Aufschwung und Ausbau der Stadt kam. Aus zugewanderten Fernkaufleuten und Ministerialen der Wetterau und der Kaiserpfalz bildete sich das Patriziat der Stadt. Das verliehene Stapelrecht trug sein Übriges dazu bei, dass der Handel in Gelnhausen florierte.

## Historische Namensformen
- Geylhausen (1058)[4]
- de Geilenhusen (1133)
- Gelenhusen (1158)
- Geilnhusen (1170)
- Gelnhusen (1223)

## Mittelalter
Gelnhausen war einer der vier städtischen Stützpunkte kaiserlicher Macht im Bereich der Wetterau neben Frankfurt am Main, Wetzlar und Friedberg. Es war – gemessen am Steueraufkommen – im 13. Jahrhundert eine der reichsten Städte im Heiligen Römischen Reich. Der Rat der Stadt war gerichtlicher Oberhof für mehr als 20 Städte. Noch vor 1180 nahm in der Stadt eine eigene Münze ihre Arbeit auf. Sie prägte Wetterauer Brakteaten mit der Umschrift GEILENHUS. In der Mitte des 14. Jahrhunderts hatte die Stadt etwa 3.500 bis 4.000 Einwohner und eine Fläche von 30 ha, „für damalige Verhältnisse eine Mittelstadt“. Die wirtschaftliche Blüte begann mit der Gründungszeit und dauerte kaum 150 Jahre. Die Pfalz wurde nach der Stauferzeit bedeutungslos und Veränderungen im allgemeinen Wirtschaftsgeschehen bewirkten einen allmählichen Niedergang. Die wirtschaftlichen Aktivitäten verlagerten sich ab dem 14. Jahrhundert zunehmend vom Handel zum Weinbau. Die Stadtentwicklung wurde auch dadurch gehemmt, dass das der König die Stadt mehrmals verpfändete. Ab 1349 wurde das Pfand trotz gegenteiligen Versprechens des Königs gar nicht mehr eingelöst, so dass dieser nachteilige Zustand erst 1803 mit dem Reichsdeputationshauptschluss endete.
Vor 1348/49 hatte Gelnhausen eine jüdische Gemeinde, deren Angehörige in einem Pestpogrom zusammengetrieben und auf Scheiterhaufen (Auf dem Escher, heute Schifftorstraße) öffentlich verbrannt. wurden. Zwischen 1362 und 1422 wanderten wieder Juden zu und standen unter dem Schutz des Rates, der von ihnen einen „Treueschwur“ verlangte, sowie des Grafen von Isenburg-Büdingen. Mehrere Pestwellen suchten die Stadt heim: 1348/49 (?), 1395 (mit angeblich 2.100 Toten) und 1409.

## Kirchliche Verhältnisse

### Mittelalter
Die Marienkirche wird 1223 genannt. Sie war ein Kollegiatstift des Prämonstratenser-Klosters Selbold (Langenselbold). Ihr waren ein Pfarrer und 11 Kapläne zugeordnet. Die Kirchengemeinde gehörte zum Erzbistum Mainz, kirchliche Mittelbehörde war das Landkapitel Roßdorf, das dem Archidiakonat von St. Maria ad Gradus in Mainz unterstand.
Die Peterskirche war als bürgerliches Gegengewicht zur Marienkirche geplant. Jedoch konnte sich die Bürgerschaft damit nicht durchsetzen. Die Prämonstratenser erwirkten einen Baustopp. Letztendlich blieb es bei der einen Pfarrkirche St. Marien für die ganze Stadt und das Kirchenpatronat der Peterskirche lag ebenfalls beim Kloster Selbold.
Weiter existierte innerhalb der Mauern der Stadt ein Franziskanerkloster, das ab 1248 erwähnt wird, eine eigene Predigerkirche am Obermarkt besaß, aber schon Mitte des 15. Jahrhunderts nur noch klein war. Baulich ist davon kaum etwas erhalten. Vor der Stadt lag noch das Kloster Himmelau. Zahlreiche auswärtige Klöster unterhielten Wirtschaftshöfe in der Stadt.

### Reformation
Die Reformation setzte in der Stadt ab 1539 ein und verlief eher unspektakulär.
1542 übernahm die Stadt das Franziskanerkloster, dessen Bauten in der Folge zum Teil für Schulzwecke genutzt wurden. Am 28. Februar 1543 übertrug der letzte Abt des Klosters Selbold, Konrad Jäger, die Kirchen und den übrigen Besitz des Klosters in der Stadt an diese. Der Rat der Stadt Gelnhausen übte nun die kirchlichen Hoheitsrechte, einschließlich des Jus reformandi bis 1803 aus. Die übrigen Besitzungen des Klosters fielen an die Grafschaft Büdingen. Erster lutherischer Pfarrer wurde der gebürtige Gelnhäuser und ehemalige Selbolder Mönch Peter Strupp. Ihm folgte sein Sohn Johannes im Amt des Pfarrers für Gelnhausen.
Beide Pfandherren, sowohl die Kurpfalz als auch die Grafschaft Hanau-Münzenberg – letztere offiziell seit 1597 –, wurden calvinistisch. Da aber die Kirchenhoheit in Gelnhausen bei der Stadt lag, verhinderte diese den calvinistischen „Bildersturm“, bei dem in der Grafschaft Hanau-Münzenberg die überkommene Ausstattung aus den Kirchen geräumt wurde. So behielt die Marienkirche ihre vorreformatorischen Kunstwerke.

## Hexenverfolgungen
Während der Hexenverfolgungen wurden von 1574 bis 1645 in Gelnhausen mindestens 51 Menschen Opfer der Hexenprozesse. 24 Namen sind überliefert, einige weitere Opfer können durch Angaben zur Verwandtschaft Familien oder Ehepartnern zugeordnet werden. Prozesswellen gab es in den Jahren 1596 und 1597, als den Verfolgungen mindestens 15 Frauen und zwei Männer zum Opfer fielen. Eine der Frauen starb schon während der Folter. 1633 bis 1634 kam es zu einer weiteren Verfolgungswelle: Mindestens 18 Personen wurde mit dem Schwert enthauptet, zwei weitere starben zuvor nach der Folter im Gefängnis. Besonders bekannt wurde der Prozess gegen Elisabeth Strupp, Ehefrau des Gelnhäuser Pfarrers Johannes Strupp, die am 3. August 1599 hingerichtet wurde, und gegen den Töpfer Konrad Wiesel aus Ziegelhaus 1633, über dessen Geschichte Hans Jakob Christoffel von Grimmelshausen in seiner Schrift Simplicissimi Galgen-Maennlin ausführlich berichtet.
In Gelnhausen finden sich zur Erinnerung an das Unrecht der Hexenprozesse drei Gedenktafeln und zwei Skulpturen an unterschiedlichen Standorten. 1986 wurde am Hexenturm in Gelnhausen eine Gedenktafel angebracht. Mit den Worten: Stellvertretend für alle, die in der Zeit der Hexenverfolgung zwischen 1574 und 1633 in Gelnhausen gefoltert und hingerichtet wurden, wird auf 31 namentlich bekannte und weitere 21 namenlose Opfer hingewiesen. Die Stadtverordnetenversammlung der Stadt Gelnhausen hat am 10. Juni 2015 eine Rehabilitation der Opfer der Hexenverfolgung ausgesprochen.

## Verfall

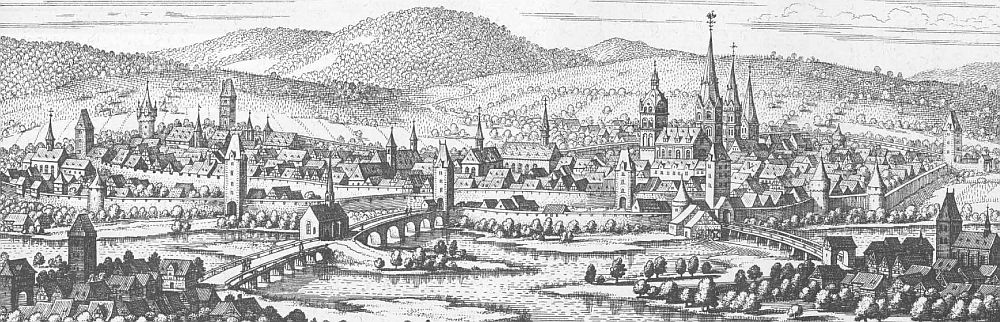
Gelnhausen – Auszug aus der Topographia Hassiae von Matthäus Merian 1655

Im Dreißigjährigen Krieg „gab es von 1620–1631 eine spanische Besatzung des Generals Spinola, der auf Kaisers Seiten gegen die Protestanten kämpfte“. Gelnhausen wurde mehrfach heimgesucht, „1634 wird das lutherische Gelnhausen von den Kaiserlichen geplündert und in Brand gesteckt“. Eine dieser Episoden hat der in Gelnhausen geborene Hans Jakob Christoffel von Grimmelshausen in seinem Roman Der abenteuerliche Simplicissimus festgehalten. Bei einem Ausfall des Kommandanten der schwedischen Festung Hanau, Jakob von Ramsay nach Gelnhausen, 1634, wurde auf seinen Befehl hin die Pfalz Gelnhausen gebrandschatzt und zerstört. Von den Folgen des Krieges hat sich Gelnhausen erst Mitte des 19. Jahrhunderts wieder erholt.
Im Sommer 1736 bewahrte ein schwerer Hagelsturm die Stadt vor einer weitgehenden Zerstörung durch eine Feuersbrunst, in Folge eines Blitzeinschlages im Rathaus. In Erinnerung daran wurde 1738 der 15. August zum Feiertag bestimmt. Seit 1979 wird des sogenannten Hageltages im Rahmen eines ökumenischen Gottesdienstes gedacht.

## 19. Jahrhundert
1803 verlor Gelnhausen durch den Reichsdeputationshauptschluss seinen Status als Reichsstadt und wurde Teil der Landgrafschaft Hessen-Kassel. Während der napoleonischen Zeit stand Gelnhausen ab 1806 zunächst unter französischer Militärverwaltung, gehörte 1807 bis 1810 zum Fürstentum Hanau und dann von 1810 bis 1813 zum Großherzogtum Frankfurt, Departement Hanau. Mit der Wiederherstellung der früheren Landesterritorien fiel es wieder an die Landgrafschaft Hessen-Kassel zurück, die 1815 auf dem Wiener Kongress zum Kurfürstentum Hessen erhoben wurde. Durch die Verwaltungsreform des Kurfürstentums Hessen von 1821 wurde der Staat in vier Provinzen und 22 Kreise eingeteilt. Gelnhausen wurde Sitz der Kreisverwaltung des gleichnamigen Kreises. Mit der Annexion Kurhessens durch das Königreich Preußen nach dem verlorenen Krieg von 1866 wurde auch Gelnhausen preußisch.
Im 19. Jahrhundert, am 1. Mai 1867 erhielt die Stadt mit der Kinzigtalbahn, Teil der damals Bebraer Bahn genannten Eisenbahn, Anschluss an eine überregional bedeutende Bahnstrecke. Gummiindustrie siedelt sich in der Stadt an und sorgte für wirtschaftlichen Aufschwung. Umgekehrt ging der seit dem Spätmittelalter für die Stadt so bedeutende Weinbau stark zurück und kam Anfang des 20. Jahrhunderts vollständig zum Erliegen. Die ausgedehnten Weinbergslagen oberhalb der Stadt wurden entweder zu Baugebieten oder sind weitgehend verwaldet.

## 20. und 21. Jahrhundert
Nach der „Machtergreifung“ der Nationalsozialisten 1933 nahmen die Diskriminierung und die Gewalt gegen jüdische Einwohner zu. Viele jüdische Familien emigrierten; einige zogen nach Frankfurt am Main um. Die letzte Beerdigung auf dem jüdischen Friedhof fand 1938 statt. Anfang Juni 1938 kam es im Ort zu heftigen antijüdischen Ausschreitungen gegen die Synagoge und jüdische Privathäuser. Im September 1938 hatten alle jüdischen Familien Gelnhausen verlassen; am Bahnhofsplatz wurde danach ein Schild mit der Aufschrift: „Gelnhausen ist judenfrei“ errichtet. Wenige Monate vor dem Novemberpogrom 1938 war das Synagogengebäude in der Brentanostraße vom Gemeindevorsteher an einen Obsthändler verkauft worden und wurde daher nicht in Brand gesetzt, die Kultgegenstände wurden nach Frankfurt überführt. Danach diente die ehemalige Synagoge als Lagerraum und wurde während des Krieges teilweise zerstört. Insgesamt wurden 104 jüdische Einwohner Gelnhausens in Ghettos und Vernichtungslager verschleppt und ermordet. 1981 erwarb die Kommune das Gebäude und eröffnete es nach der Restaurierung 1986 als städtisches Kulturzentrum. Eine Gedenkplastik erinnert an das ehemalige Synagogengebäude. Ab 2009 wurden vom Künstler Gunter Demnig in der Altstadt Stolpersteine zur Erinnerung an die Opfer des NS-Regimes verlegt.
1945 war Gelnhausen Teil des neu gegründeten Landes Hessen. Im Rahmen der Gebietsreform in Hessen verlor Gelnhausen zum 1. Juli 1974 zunächst seinen Status als Kreisstadt. Der bisherige Landkreis Gelnhausen wurde Teil des Main-Kinzig-Kreises mit der Kreisstadt Hanau. Die Stadt Gelnhausen blieb jedoch ein regionales Zentrum im Kinzigtal und erhielt eine Außenstelle der Kreisverwaltung. Diese wurde 2005 zu einem zentralen Landratsamt für den Main-Kinzig-Kreis ausgebaut und die Kreisverwaltung zog von Hanau hierhin um. Damit ist Gelnhausen wieder Kreisstadt.

## Eingemeindungen
Am 1. Juli 1970 wurden die ehemals selbständigen Gemeinden Haitz und Roth eingegliedert. Am 1. April 1971 kam Hailer hinzu. Höchst und Meerholz folgten am 1. Juli 1974.
Der 1,03 m hohe Menhir von Gelnhausen-Meerholz (auch Pfortenstein genannt) wurde 1929 beim Bau einer Gasleitung gefunden.

## Einwohner
- 1611: 479 Steuernde in der Stadt, 28 im Ziegelhaus, 9 Juden
- 1895: 04496 Einwohner
- 1939: 05721 Einwohner
- 1949:   8134 Einwohner[32]
- 1961: 07756 Einwohner
- 1970: 10.221 Einwohner
- 1975: (Gesamtstadt: 17.889 Einwohner)
- 2019:   9.789 Einwohner (Gesamtstadt: 23.658 Einwohner)